# Voyelle postérieure
 (février 2024).
Une voyelle postérieure ou voyelle d'arrière est un son de type voyelle employé dans certaines langues parlées. Elle est caractérisée par une position de la langue aussi reculée que possible dans la bouche, sans resserrement excessif, qui entraînerait l'émission d'une consonne.
Les voyelles postérieures identifiées par l'alphabet phonétique international  sont les suivantes : 
- Voyelle haute postérieure non arrondie [ɯ]
- Voyelle haute postérieure arrondie [u]
- Voyelle haute inférieure postérieure arrondie [ʊ]
- Voyelle moyenne supérieure postérieure non arrondie [ɤ]
- Voyelle moyenne supérieure postérieure arrondie [o]
- Voyelle moyenne inférieure postérieure non arrondie [ʌ]
- Voyelle moyenne inférieure postérieure arrondie [ɔ]
- Voyelle basse postérieure non arrondie [ɑ]
- Voyelle basse postérieure arrondie [ɒ].

Voir aussi : Liste des notions utilisées en phonétique. 